# Mammed Amin Rasulzade
Mammed Amin Rasulzade (azerbajdzjanska: Məhəmməd Əmin Axund Hacı Molla Ələkbər oğlu Rəsulzadə mæhæmˈmæd æˈmin ɑˈxund haˈd͡ʒɯ moːˈlla ælæcˈbæɾ oɣˈlu ɾæsulzɑːˈdæ, turkiska: Mehmed Emin Resulzade) född 31 januari 1884 i Novkhana, nära Baku, död den 6 mars 1955 i Ankara. 
Rasulzade var en azerbajdzjansk politiker, författare och en av grundarna av Azerbajdzjanska demokratiska republiken (1918-1920). Hans slagord "Bir kere yukselen bayraq, bir daha enmez!" ("Den flagga som en gång hissats ska aldrig halas!") har blivit motto för den azerbajdzjanska självständighetsrörelsen under 1900-talet.